# Hans Hayn

Hans Hayn

Albrecht Johannes „Hans“ Hayn (* 7. August 1896 in Liegnitz, Provinz Schlesien; † 30. Juni 1934 in München-Stadelheim) war ein deutscher Politiker (NSDAP) und SA-Führer. Er wurde während des sogenannten Röhm-Putsches von der Leibstandarte SS Adolf Hitler erschossen.

## Leben und Tätigkeit
Nach dem Besuch des Gymnasiums und einer Oberrealschule in Liegnitz absolvierte Hans Hayn von 1911 bis 1914 eine kaufmännische Lehre. Bei Ausbruch des Ersten Weltkriegs im August 1914 meldete er sich als Freiwilliger zum Reserve-Feldartillerie-Regiment 50. 1917 wurde er zum Leutnant der Reserve ernannt. Nach Kriegsende arbeitete Hayn als kaufmännischer Volontär und Angestellter in Breslau und Mönchengladbach. 1921 beteiligte er sich als Kämpfer des Freikorps Roßbach am „Grenzschutz“ in Oberschlesien (siehe Grenzschutz Ost).
1923 gehörte Hayn zu den Organisatoren des bewaffneten Widerstandes gegen die französische Besetzung des Ruhrgebietes. Zusammen mit Albert Leo Schlageter verübte er als Anführer eines Sabotagetrupps Dynamitanschläge auf französische Einrichtungen. Während Schlageter bei der Vorbereitung eines Anschlags gestellt und verhaftet wurde, gelang es Hayn zu fliehen. Nach Schlageters Verurteilung zum Tode durch ein Militärgericht und seiner Erschießung trat Hayn zur Schwarzen Reichswehr über, einer heimlichen Reserve der regulären Armee. Im Oktober 1923 beteiligte Hayn sich am Küstriner Putsch der Schwarzen Reichswehr und wurde dafür in einem Prozess, der vom 22. bis zum 27. Oktober 1923 in Kottbus stattfand, zu acht Monaten Gefängnishaft verurteilt.
Daraufhin war Hayn bis 1931 Inhaber eines „Spezialgeschäftes“. Anfang 1930 fand er Anschluss an die NSDAP (Mitgliedsnummer 211.251). Als einer der engsten Freunde des nationalsozialistischen Politikers Ernst Röhm machte Hayn Karriere in der Sturmabteilung (SA), der Parteiarmee der NSDAP, der Röhm lange Jahre als Stabschef vorstand.
Anlässlich der sogenannten Stennes-Revolte, einer Anfang April 1931 ausbrechenden Meuterei von Teilen der SA in Berlin, Schlesien und Pommern gegen den politischen Kurs der Führung der NSDAP in München, wurde der Parteifunktionär Paul Schulz von Hitler und Ernst Röhm zum kommissarischen OSAF-Ost (zum Befehlshaber der SA in den Gebieten östlich der Elbe) ernannt und mit der Niederschlagung der Revolte und der Reorganisation der SA beauftragt. Schulz setzte Anfang April den bisherigen Befehlshaber des Gausturmes Schlesien der SA Kurt Kremser, der die Stennes-Revolte unterstützt hatte, von seinem Posten ab und ernannte an seiner Stelle Hayn, den er aus der gemeinsamen Zeit in der Schwarzen Reichswehr kannte, zum kommissarischen Führer. Im Juni 1931 übernahm dann Edmund Heines von Hayn die Führung der schlesischen SA, die zu diesem Zeitpunkt von einem Gausturm in eine selbständige SA-Gruppe umgewandelt wurde. Hayn wurde zu diesem Zeitpunkt zum Stabsführer der neugeschaffenen Gruppe und damit zu dem, nach Heines, zweithöchsten SA-Funktionär in Schlesien ernannt. Er war zunächst knapp vier Monate als Stabsführer beauftragt, wurde am 14. Oktober 1931 formal zum Posteninhaber ernannt und erhielt zudem im Dezember 1931 den Dienstrang eines SA-Oberführers.
Bei den Reichstagswahlen vom Juli 1932 wurde Hayn als nationalsozialistischer Abgeordneter für den Wahlkreis 7 (Breslau) in den Reichstag gewählt. Bei den Wahlen vom November 1932 und März 1933 wurde sein Mandat für diesen Wahlkreis bestätigt. Bei den Wahlen vom November 1933 erhielt Hayn ein Mandat für den Wahlkreis 28 (Bautzen), den er bis zu seinem Tod im Juni 1934 vertreten sollte. Hayns Mandat wurde nach seinem Tod bis zum Ende der Wahlperiode von Karl Götz weitergeführt.
Zum 15. Dezember 1932 wurde Hayn mit der Führung der SA-Untergruppe Mittelschlesien Süd beauftragt. Er übernahm diesen Posten anstelle des bisherigen Führers dieser Untergruppe, Hanns Günther von Obernitz, der aufgrund seiner Verwicklung in eine Serie von Sprengstoffattentaten nach Italien geflohen war, um sich dem Zugriff der Polizei zu entziehen, so dass der Posten de facto vakant geworden war. Hayns Nachfolger als Stabsführer der SA-Gruppe Schlesien übernahm zu diesem Zeitpunkt der Graf Pückler, zunächst beauftragt, dann als regulär bestellter Stabsführer.
Am 1. Juli 1933 wurde Hayn als Nachfolger von Georg von Detten zum Führer der SA-Gruppe Sachsen ernannt. Nach dem SA-Obergruppenführer Manfred von Killinger war er damit der höchste SA-Vertreter des Landes. 1933 lebte Hayn in Dresden, Münchner Straße 3.
Am 30. Juni 1934 wurde Hayn, der Karl Martin Graß zufolge „durch [sein] radikales Auftreten berüchtigt war“, im Rahmen der Röhm-Affäre verhaftet und ins Gefängnis Stadelheim in München gebracht. Dort wurde er am Nachmittag zusammen mit Edmund Heines, Hans Peter von Heydebreck, Wilhelm Schmid, August Schneidhuber und Hans Erwin von Spreti-Weilbach von Hitlers Leibstandarte unter Sepp Dietrich erschossen.

## Ehe und Familie
Hayn heiratete am 9. Mai 1934 in Dresden Charlotte Marie Else Mahlow (* 3. Dezember 1899 in Breslau). Er hatte mindestens eine Tochter.

## Archivalien
- Parteikorrespondenz zu Hans Hayn (Bundesarchiv: Bestand PK Film D 332 „Hein, Herbert – Hein, Marianne“, Bilder 983–994)